# Expédition Rae-Richardson

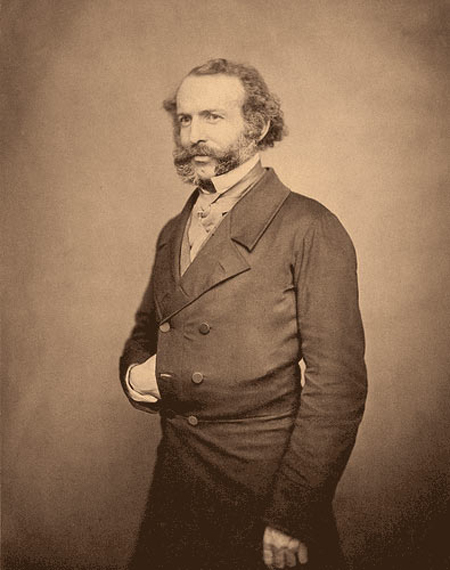
John Rae, explorateur de l'Arctique

L'expédition arctique Rae-Richardson ou expédition Rae-Richardson est, en 1848, l'un des premiers efforts britanniques pour déterminer le sort de l'expédition Franklin.
Dirigée par voie terrestre par John Richardson et John Rae, le groupe explore les zones accessibles le long du tracé supposé de Franklin près du fleuve Mackenzie et de la rivière Coppermine. Aucun contact avec les hommes de Franklin n'est établi. Rae questionne les Inuits de la région et il obtient des récits crédibles selon lesquels une partie de l'équipage de Franklin, désespérée, avaient eu recours au cannibalisme. Cette révélation est si impopulaire que Rae n'est pas bien reçu par l'Amirauté et l'opinion publique.
La recherche de Franklin s'est poursuivie pendant plusieurs années après cette expédition.